# Moritz Tigler
Moritz Tigler (* 9. März 1814 in Krefeld; † 17. Juni 1875 in Meiderich bei Duisburg) war ein deutscher Unternehmer und bedeutender Industrieller des westlichen Ruhrgebiets, der die Entwicklung des Ruhrgebiets in der Gründerzeit maßgeblich mitprägte. 

## Leben
Moritz Tigler entstammt einer Krefelder Fabrikanten- und Großkaufmannsfamilie. Er erhielt seine kaufmännische Ausbildung u. a. in der Eisenwaren- und Tuchhandlung von Wilhelm Grillo in Essen. Anfang 1844 ging er als Vertreter dieses Unternehmens nach Ruhrort. Am 15. Oktober 1844 heiratete er Lisette Henriette Grillo, die Tochter seines Essener Dienstherrn. Die 1845 von Moritz Tigler gegründete Schmiedewerkstatt, eine der Keimzellen der späteren Demag, zählt zu den ersten Betrieben der Investitionsgüterindustrie. Die Haupterzeugnisse der Eisengießerei und Maschinenfabrik Tigler waren Flaschenzüge, Kräne sowie Maschinen für den Schiffbau und Hüttenwerkmaschinen. 
Sein Schwager Friedrich Grillo wurde in den Unternehmen von Moritz Tigler ausgebildet. Gemeinsam mit seinen Schwägern Wilhelm Theodor Grillo, Friedrich Grillo und Johann Daniel Morian gründete Moritz Tigler das „Actien-Etablissement Styrum für Eisenindustrie“, welches bereits im Jahre 1857 mehr als 500 Arbeiter beschäftigte. 
Moritz Tigler verstarb am 17. Juni 1875 an den Folgen einer Lungenentzündung. Er wurde in Meiderich begraben. Seit 1939 trägt eine Straße in Duisburg-Meiderich seinen Namen. Der Düsseldorfer Industrielle Hermann Tigler (1881–1960) ist sein Enkel.